# Selección de béisbol de los Estados Unidos
La Selección de béisbol de los Estados Unidos es el equipo formado por jugadores de nacionalidad estadounidense que representa a la Federación Estadounidense de Béisbol en las competiciones internacionales organizadas por la Federación Internacional de Béisbol (IBAF) o el Comité Olímpico Internacional (COI).

## Palmarés

### Mundial
- Clásico Mundial de Béisbol
- 1er Lugar: 2017
- 2do Lugar: 2023

- Copa del Mundo de Béisbol (2)
  -  Medalla de oro: 1973, 1974
  -  Medalla de plata: 1938, 1940, 1979, 1970, 1972, 1978, 1988 y 2001
  -  Medalla de bronce: 1939, 1982, 1984 y 2011

- Copa Intercontinental de Béisbol
  -  Medalla de oro: 1975 y 1981
  -  Medalla de plata: 1977, 1983, 1987 y 1993
  -  Medalla de bronce: 1973 y 1979

### Continental
- Juegos Panamericanos
  -  Medalla de oro:  1967
  -  Medalla de plata (9): 1951, 1955, 1963, 1971, 1975, 1987, 1999, 2003 y 2007
  -  Medalla de bronce (3): 1959, 1983 y 1991.